# Merville-Franceville-Plage
Merville-Franceville-Plage è un comune francese di 2 222 abitanti situato nel dipartimento del Calvados nella regione della Normandia.

## Storia

### Simboli
Lo stemma comunale è burellato ondato di azzurro e di argento di dieci pezzi, all'ippocampo di rosso attraversante.
È stato creato da Anthony Lenègre che fu sindaco dal 1953 al 1965.
Lo scudo è timbrato da una corona navale che si ispira allo stemma di Parigi per ricordare che la popolazione di Franceville, quando il comune venne creato nel 1898, era costituita essenzialmente da parigini in vacanza.
In seguito sono stati aggiunti come ornamenti esteriori delle corde e delle ancore in relazione alla presenza del Circolo Nautico, un piccolo porto turistico situato alla foce dell'Orne. Sotto lo scudo fu aggiunta la Croix de guerre, conferita al comune per le gravi sofferenze patite durante l’ultima guerra.

## Società

### Evoluzione demografica
Abitanti censiti

## Amministrazione

### Gemellaggi
- Clyst St Mary